# Kościół Najświętszej Maryi Panny Wspomożenia Wiernych w Gliwicach
Kościół Najświętszej Maryi Panny Wspomożenia Wiernych – rzymskokatolicki kościół parafialny należący do dekanatu Gliwice-Sośnica diecezji gliwickiej. Znajduje się na gliwickim osiedlu Sośnica.

## Historia

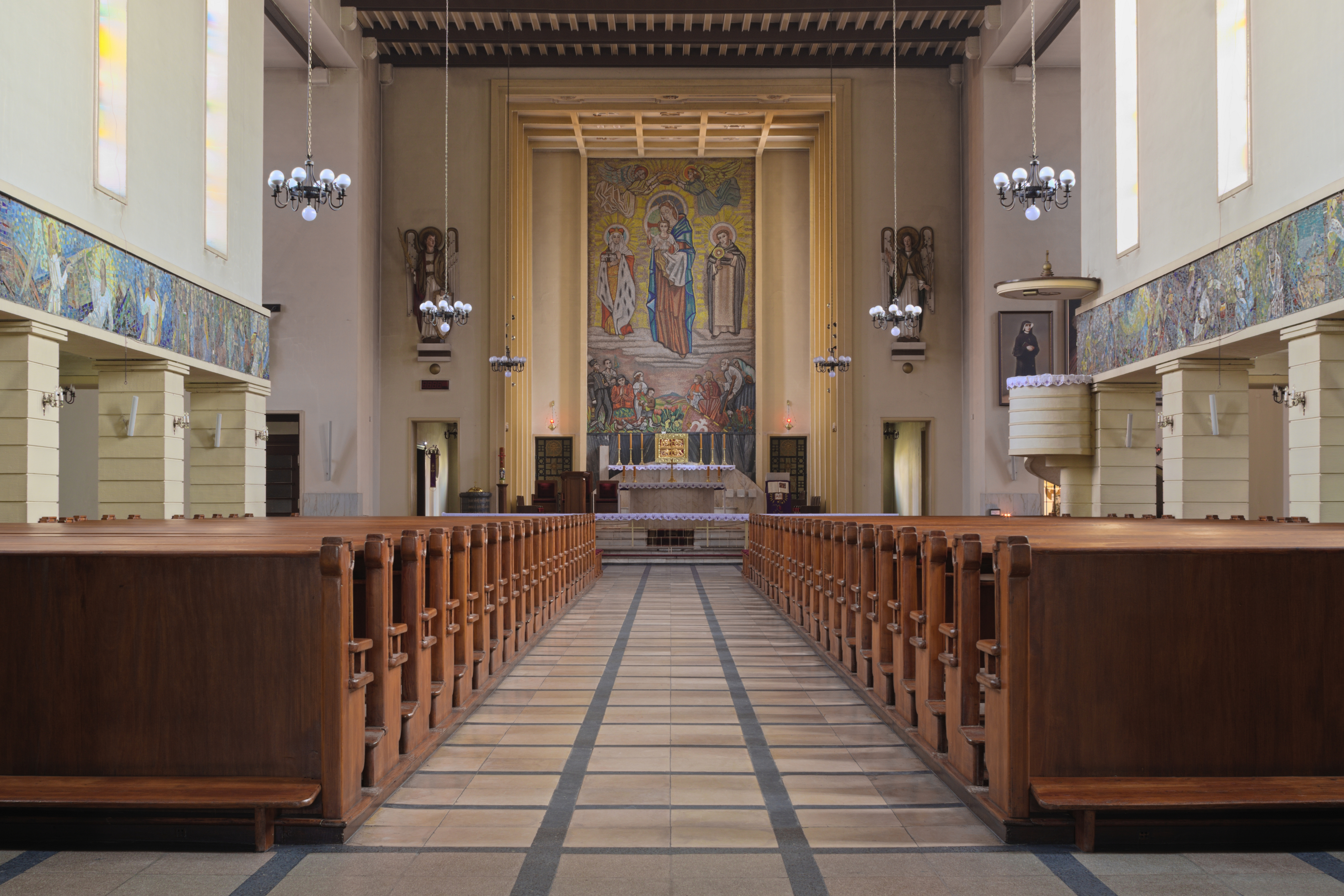
Nawa główna świątyni (2020)

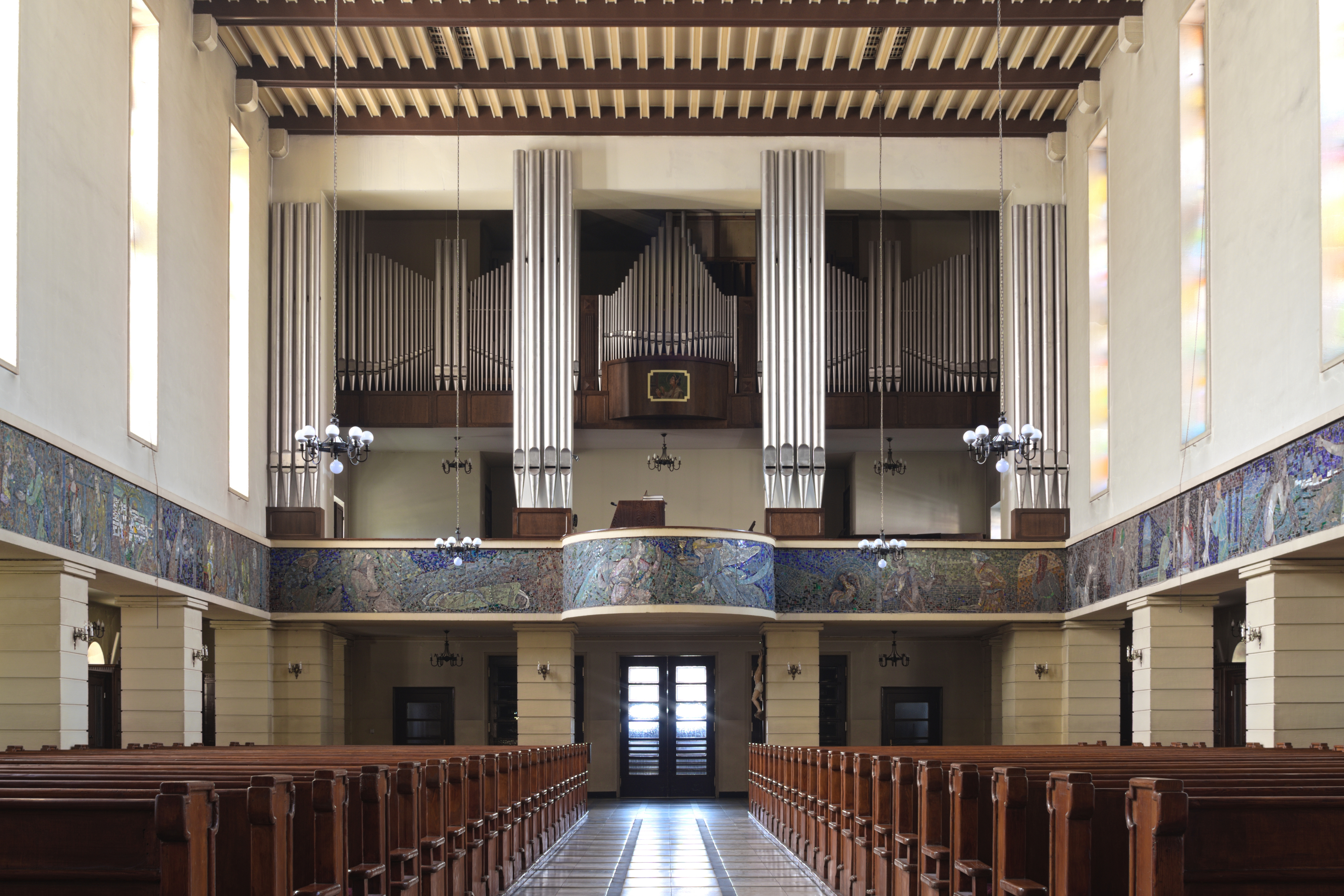
Empora i prospekt organowy (2020)

Prace budowlane rozpoczęły się w dniu 3 czerwca 1928 roku według projektu opracowanego przez rządowego doradcę budowlanego dr Klugego z Gliwic. Nadzorował je mistrz budowlany Koban, a ze strony parafii pracami kierował ksiądz proboszcz Amand Ballon. Budowa została wsparta przez miasto Gliwice, do którego w dniu 1 stycznia 1928 roku została przyłączona Sośnica. Po śmierci księdza Ballona, kolejnym budowniczym świątyni został ksiądz Antoni Korczok. Nowa świątynia została poświęcona przez biskupa Walentego Wojciecha w dniu 6 października 1929 roku. Witraże wykonała pracownia Gottfried Heinersdorf z Berlina według projektu artystki Müller-Wiegmann. Prace rzeźbiarskie (portały) wykonał rzeźbiarz wrocławski Johannes Kiunka. Świątynia otrzymała wezwanie Najświętszej Maryi Panny Wspomożenia Wiernych. W 25. rocznicę ustanowienia parafii (w 1936 roku) została poświęcona mozaika w prezbiterium świątyni. Pas mozaiki w nawie głównej wykonał Stanisław Szmuc. W 1992 roku zostało gruntownie przebudowane wnętrze świątyni.